# 岡崎俊雄
岡崎 俊雄（おかざき としお、1943年 - ）は、日本の官僚。元科学技術事務次官。

## 来歴
兵庫県出身。大阪大学工学部原子力工学科卒業後、科学技術庁入庁。長官官房審議官、原子力局長、科学審議官を経て、1998年（平成10年）科学技術事務次官に就任。
退官後は日本原子力研究所副理事長、同理事長を経て、2005年（平成17年）に日本原子力研究開発機構副理事長、2007年（平成19年）同理事長。もんじゅ運転再開に尽力し、再開後の2010年（平成22年）8月に理事長を退任。

## 略歴
- 1962年（昭和37年）3月 大阪府立北野高等学校卒業
- 1966年（昭和41年）3月 大阪大学工学部原子力工学科卒業
- 1966年（昭和41年）4月 科学技術庁入庁
  - 科学技術庁長官官房秘書課長補佐
- 1980年（昭和55年）4月5日 科学技術庁振興局管理課情報室長
- 1983年（昭和58年）1月4日 科学技術庁原子力安全局原子力安全課防災環境対策室長
- 1983年（昭和58年）6月21日 科学技術庁原子力安全局原子力安全課原子力安全調査室長
- 1985年（昭和60年）6月18日 科学技術庁原子力安全局原子炉規制課長
- 1986年（昭和61年）4月5日 原子力安全局原子炉規制課安全審査管理官併任
- 1986年（昭和61年）4月26日 原子力安全局原子炉規制課安全審査管理官併任解除
- 1987年（昭和62年）6月23日 科学技術庁原子力局動力炉開発課長
- 1989年（平成元年）6月27日 科学技術庁研究開発局企画課長
- 1990年（平成2年）6月27日 科学技術庁長官官房会計課長
- 1992年（平成4年）6月23日 科学技術庁長官官房審議官併任研究開発局
- 1993年（平成5年）6月25日 原子力局併任、研究開発局併任解除
- 1994年（平成6年）7月1日 科学技術庁原子力局長
- 1997年（平成9年）1月17日 科学審議官
- 1998年（平成10年）6月 科学技術事務次官
- 1999年（平成11年）11月24日 退官
- 2000年（平成12年）7月 日本原子力研究所副理事長
- 2004年（平成16年）1月 日本原子力研究所理事長
- 2005年（平成17年）10月 独立行政法人日本原子力研究開発機構副理事長
- 2007年（平成19年）1月1日 独立行政法人日本原子力研究開発機構理事長
- 2010年（平成22年）8月16日 独立行政法人日本原子力研究開発機構理事長を退任
- 2019年（令和元年）11月3日 瑞宝重光章受章[2][3]